# 克盧日國際機場
克盧日國際機場（羅馬尼亞語：Aeroportul Internațional Avram Iancu Cluj） 是位於羅馬尼亞城市克盧日-納波卡的國際機場，位於市中心以東9 km（5.6 mi）處。克盧日國際機場也是羅馬尼亞僅次於布加勒斯特奧托佩尼-亨利·科安德國際機場的第二繁忙的機場，並且是特蘭西瓦尼亞地區最重要的機場。

## 外部連結
维基共享资源上的相關多媒體資源：克盧日國際機場
- Official website （页面存档备份，存于）
- Google Maps - Aerial View